# 礼仪语言
礼仪语言（英語：Sacred language / liturgical language / holy language），根據英語又可以翻譯爲「神聖語言」、「禮拜語言」，是人们主要在教堂服务或其他宗教原因中培养和使用的任何语言。雖然如此，并不代表所有的宗教都擁有禮儀語言，而且信徒也沒有必要理解該宗教使用的禮儀語言。
宗教語言被其使用者視為「神聖的」，因此具有優於日常語言的價值。禮儀語言擁有多個起源，而這些起源也可能共存，大致分別爲：
- 地理起源：是首先發展該宗教的團體或團體的使用語言
- 歷史淵源：最初宗教傳播到一處地方時的當地語言（如基督教的古拉丁語或古希臘語）

## 禮儀語言的例子

### 古文明宗教
- 巴比倫人及閃米特人在宗教上使用蘇美爾語，而他們溝通時則使用阿卡德語
- 赫梯人宗教上使用哈蒂語（英语：Hattic languages），溝通則使用赫梯語
- 古埃及人宗教上使用古埃及語，因時間發展，古埃及人在溝通時則使用新發展出的口語化埃及語
- 古羅馬薩利祭司（英语：Salii）使用古體拉丁語
- 新古典主義的追隨者在他們宗教禮儀中使用古希臘語

### 猶太教
聖經希伯來語是猶太教最初的禮儀語言，但希伯來語以其各種歷史形式也未曾停止使用過。從其離開日常生活適用範圍那一刻起，根據居住地，發展出的語言（如猶太-阿拉伯語、猶太-阿拉姆語、猶太-波斯語、猶太-西班牙語、猶太-希臘語、意第緒語），在猶太人中的許多猶太語裏保全了其之作用。18世紀猶太啓蒙運動時期開始從新適用於世俗目的，並發展成了現代希伯來語。
在猶太教禮拜儀式中的《塔木德》及拉比文學中使用猶太-阿拉姆語；埃塞貝塔以色列人則使用吉茲語為禮儀語言；撒馬利亞人使用撒瑪利亞希伯來語為禮儀語言。

### 基督教
除《舊約》使用的希伯來語及阿拉姆語外，還有《新約》所使用的希臘語。古典時代晚期，拉丁語也被古羅馬天主教會所采用。十一世紀東西教會大分裂後，形成了東邊的羅馬天主教會。基督教向北方和西方的擴張（傳教）導致了禮儀語言的擴散和聖經的翻譯。但是，如同猶太教一般，基督教禮儀語言并沒有做出改變，反而口語則不斷發展，導致意義上的禮儀語言的可以在構成及傳播。
在基督教的某些分支中，出現的差距促使採用近代白話：它們是新教教會、自19世紀初以來大多數自治的正教會等。
基督教所采用的禮儀語言有：
- 古典亞美尼亞語，19世紀後改爲亞美尼亞語
（亞美尼亞使徒教會）
- 古典格魯吉亞語
（格魯吉亞正教會）
- 科普特語
（源於古埃及的科普特基督徒）
- 吉兹語
（埃塞俄比亞正統合性教會）
- 敘利亞語，源於中古阿拉姆語
（中東基督教徒（法语：Chrétiens d'Orient））
- 拜占庭希臘語，摻雜了某些阿爾巴尼亞語及羅馬尼亞語
（希臘東正教）
- 教會斯拉夫語，16世紀之前多瑙河公國地區采用拜占庭希臘語，後改爲教會斯拉夫語，也摻雜了某些阿爾巴尼亞語及羅馬尼亞語
（主要用南斯拉夫地區，也用於某些希臘、烏克蘭及羅馬尼亞天主教徒）
- 教會拉丁語
（羅馬天主教會、東儀天主教會）
- 古典阿拉伯語
（被某些在中東的天主教徒使用）

總的來說，禮拜語言的使用有助於保持仍然存在的語言的古老特徵。例如，英國教會對英語的使用仍然受到1611年出版的詹姆士國王的欽定版聖經中受伊麗莎白時代英語的影響，並在很長一段時間內一直是標準英語。

### 伊斯蘭教
古典阿拉伯語又稱「古蘭經阿拉伯語」，是當時伊斯蘭教經典《古蘭經》寫成時使用的語言，也是伊斯蘭教的禮儀語言。穆斯林相信《古蘭經》是真主對人類神聖的啓示，因此伊斯蘭教僅允許在禮拜念誦經典内容時使用該語言，必須按照經典裏的内容念出，其他語言或方言一概不能，而被翻譯成其他語言的《古蘭經》不被視爲經典本身；反之只是是爲傳達經典内容的媒介物。伊斯蘭學者必須修習古典阿拉伯語才能學習《古蘭經》的工作。
雖然如此，在主麻日呼圖白時則沒有特別規定只能使用古典阿拉伯語，有時是以阿拉伯語（及各地方言）、及非阿拉伯語（如柏柏爾語、庫爾德語等）摻雜使用。

### 佛教
當佛經首次被記錄下來時，所使用的語言為巴利文，此乃原始佛經。不過部派佛教約有20多個流派，且每個派別都擁有自己的經文。現行的巴利文經典始於赤銅鍱部。而中文及藏文的最初經典是由以梵文寫成的《說一切有部》。
小乘佛教的佛經語言通常是巴利文，所以其為之的禮儀語言。巴利語其實源於梵文。在泰、緬等國，爲了讓更多民衆能讀、念佛經，巴利文也被音譯為泰國字母及緬甸字母，而導致在泰、緬特有的巴利文發音。
大乘佛教佛經雖然源於梵文，卻不使用原始語言，而是以當地語言為定。大乘佛經是以文言文形式翻譯爲中文，傳入日本後，日本則保留了文言文漢字，只是以日語發音背誦。總之，大乘佛教沒有特別適用的禮儀語言。
金剛乘佛教中藏傳佛教經典也同樣翻譯自梵文，不過以古藏文寫成。雖然如此，藏教教徒卻視梵文為「最優雅且神聖的語言」，因此也在修持真言的情況下保留。不過在其他禮拜方面則使用藏語。而從梵文翻譯而來的藏語佛經也因爲藏密教的傳播翻譯爲蒙古語、滿語等。總的來説，藏傳佛教通常使用梵文及藏文為禮儀語言。
尼泊爾尼瓦爾佛教形式的金剛乘是古代梵文佛教典籍的寶庫，其中許多現在只在尼泊爾現存。那洛巴藏學大學榮譽退休教授朱迪斯·西墨-布勞恩認爲不管什麽語言都好，金剛乘佛教的佛經通常是以晦澀難懂的語言寫成的，除非有一名上師輔導，否則一般人很難明白其之含義。

### 印度教
印度教傳統上使用梵文及古泰米爾語為禮儀語言。

#### 梵文的使用
梵文是《吠陀經》、《薄伽梵歌》、《往世書》如薄伽閥多及奧義書、兩大史詩《羅摩衍那》及《摩訶婆羅多》、及多個濕婆教禮贊文的寫成語言。

#### （古）泰米爾語的使用
古泰米爾語是濕婆教特拉瓦姆書及毗濕奴教四千聖歌的寫成語言。

#### 其他語言的使用
除了最古老的梵文外，有許多印度教贊頌文都是以當地語言寫成的，有如：印地語、阿薩姆語、孟加拉語、烏荼語、邁蒂利語、旁遮普語、泰米爾語、泰盧固語、古吉拉特語、卡納達語、馬拉雅拉姆語、馬拉地語、图卢语、緬甸語、古爪哇語、占婆語、高棉語（老撾語及泰語）、巴厘語等語言。

### 各宗教使用的禮儀語言
見下：
- Category:宗教語言
- Category:禮儀語言
- Category:儀式語言